# Turgon (Charente)
Turgon település Franciaországban, Charente megyében. Lakosainak száma 81 fő (2022. január 1.). Turgon Beaulieu-sur-Sonnette, Champagne-Mouton, Chassiecq, Le Grand-Madieu, Parzac és Le Vieux-Cérier községekkel határos.

## Népesség
A település népessége az elmúlt években az alábbi módon változott:
| Lakosok száma | 134  | 112  | 110  | 95   | 86   | 86   | 86   | 87   | 85   | 81   |
|               | 1968 | 1982 | 1990 | 2006 | 2013 | 2015 | 2017 | 2019 | 2020 | 2022 |